# Alaise
Alaise est une ancienne commune française située dans le département du Doubs et la région Bourgogne-Franche-Comté. Elle est associée à la commune d'Éternoz de 1973 à 2024, puis devient une commune déléguée au sein d'Éternoz-Vallée-du-Lison en 2025.
Elle est notamment connue pour avoir été identifiée à Alésia selon d'anciennes théories du XIXe siècle.

## Géographie
Le territoire de la commune déléguée s'étend uniquement sur la rive gauche du Lison, qui forme un L renversé à cet endroit. Il est délimité au sud par la commune déléguée de Saraz et à l'ouest par celle de Myon.
Le village est traversé par la route D139 venant de Saraz, qui rejoint la D476 après le pont de Chiprey.

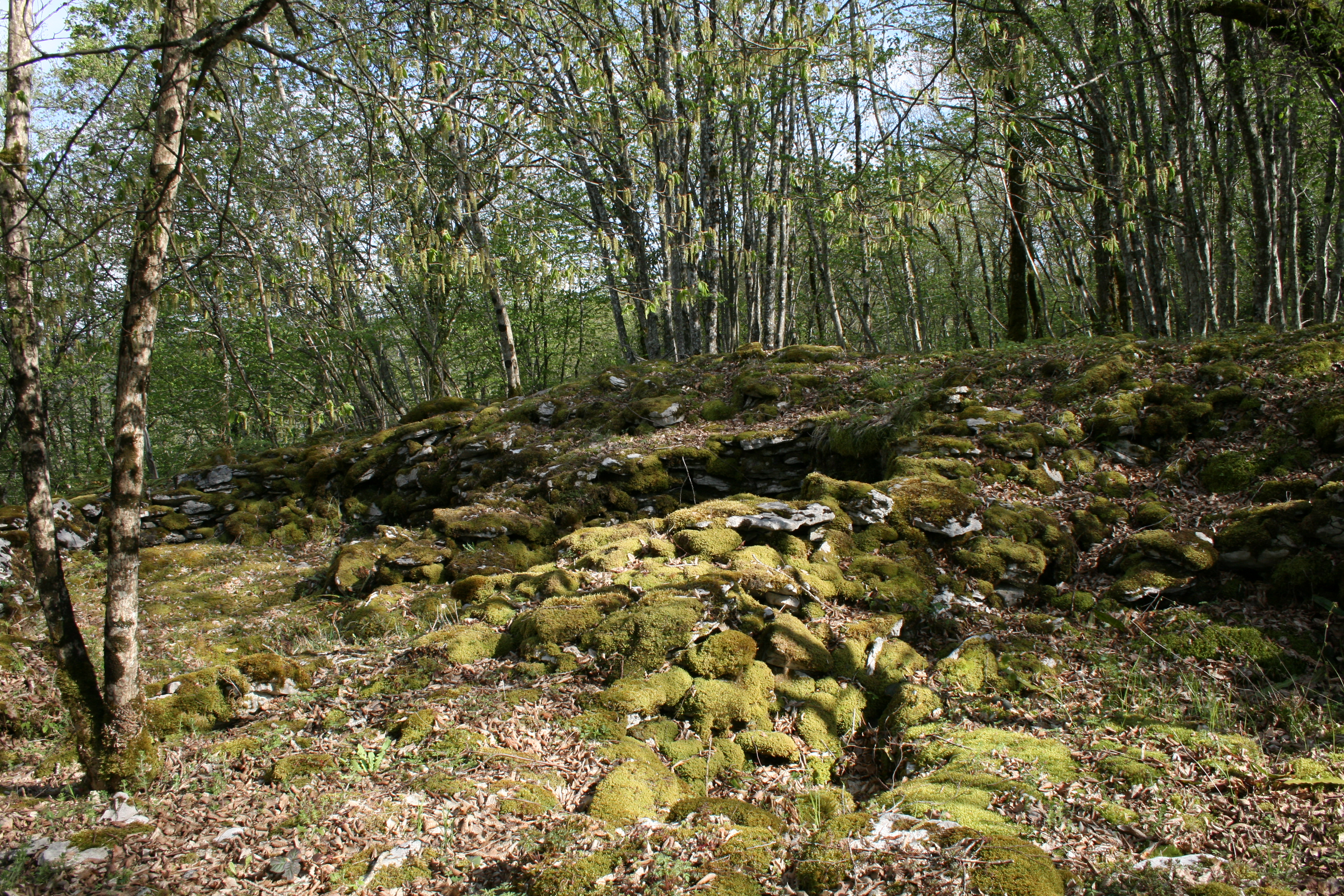
Rempart et restes de cabordes, lieu-dit le Chataillon.
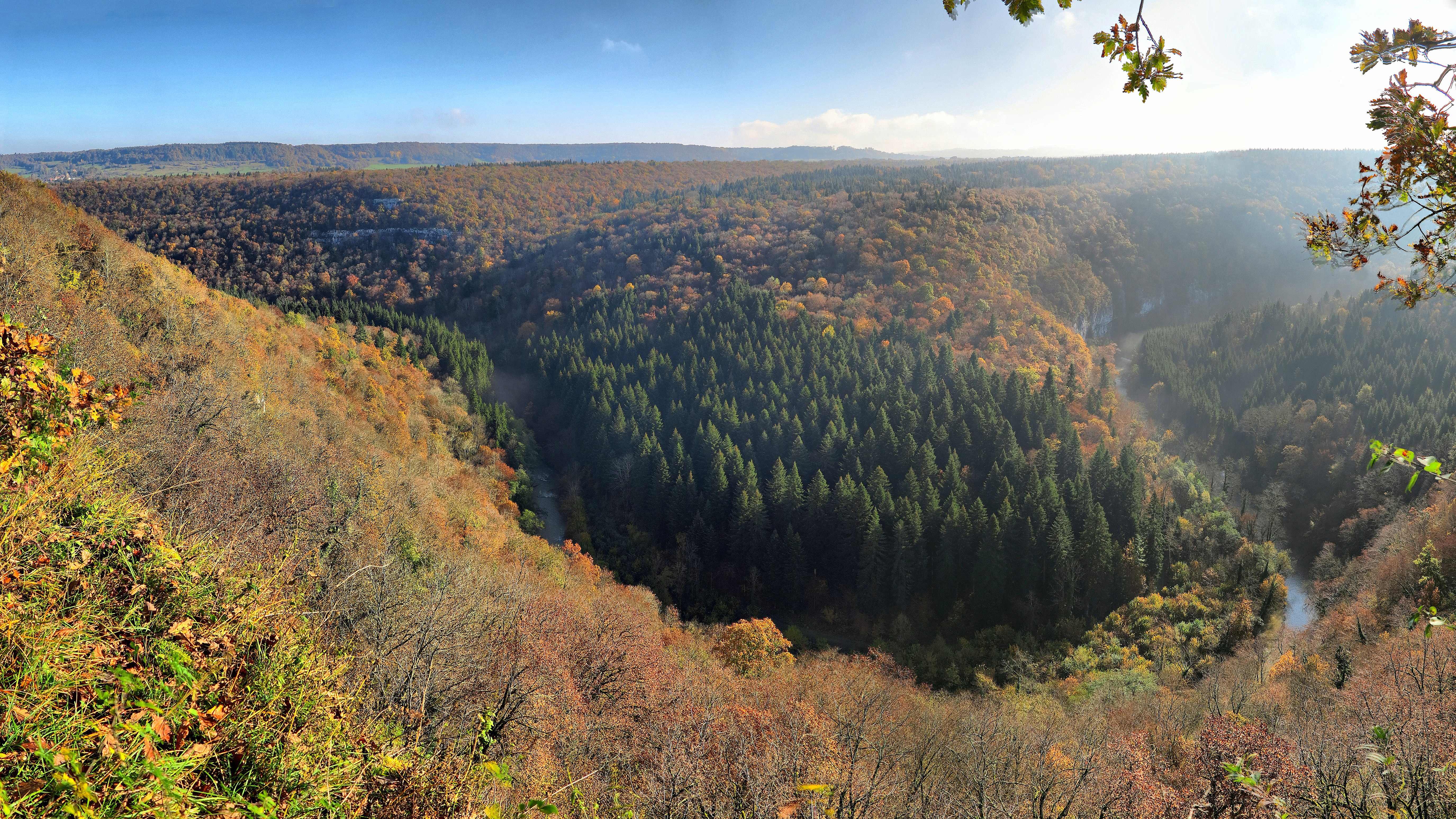
La vallée du Lison depuis le belvédère du Bois de Chataillon.
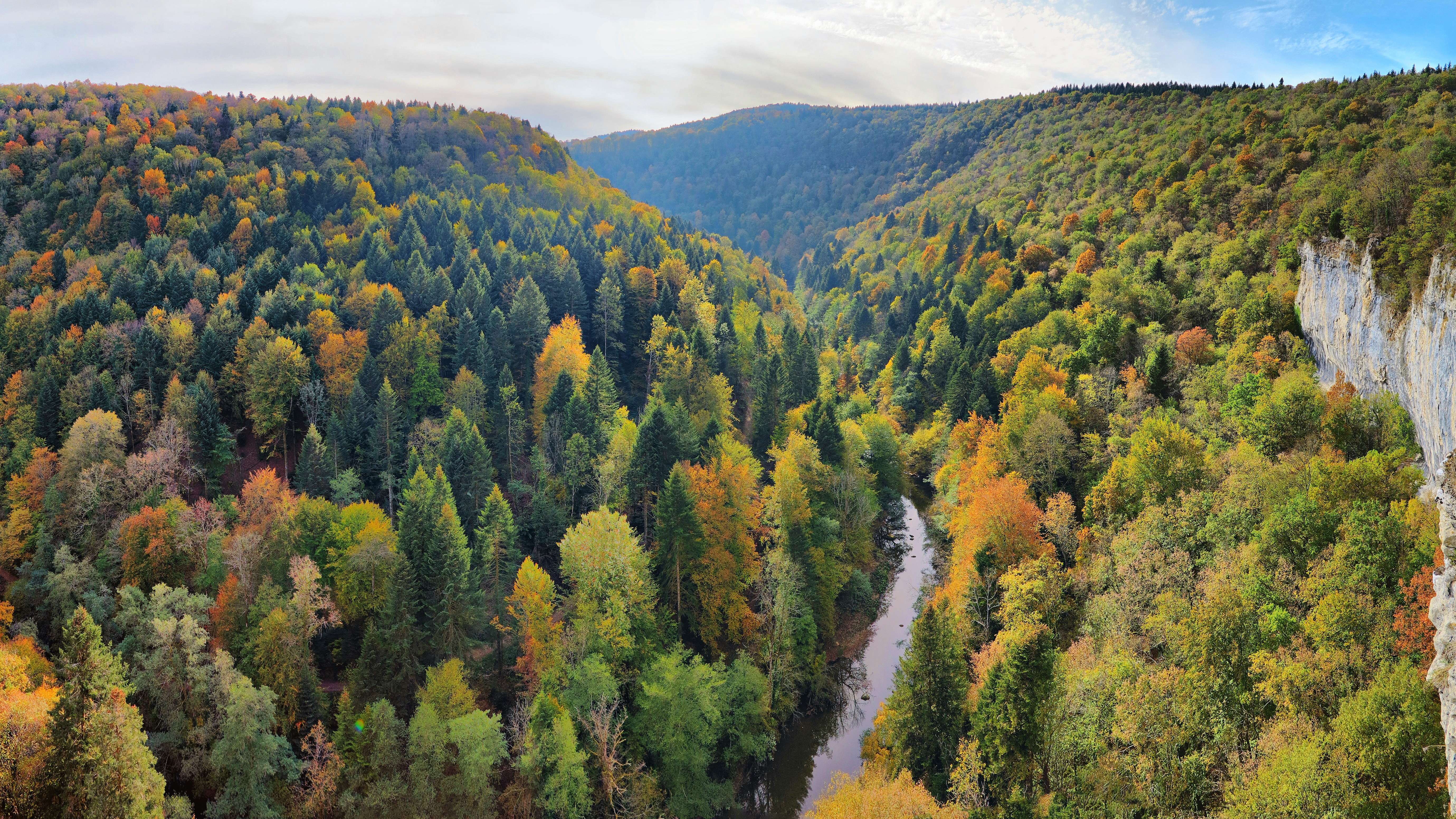
Les gorges du Lison depuis le belvédère de la Roche aux Corneilles.

## Toponymie
Anciennes mentions : Alasia au XIIe siècle, Elaise en 1278, Alaise en 1290.
Ernest Nègre voit dans ce toponyme un dérivé du latin Alatea villa (« domaine d'Alateus »), Alateus étant un nom germanique. Le dictionnaire d'Albert Dauzat et Charles Rostaing propose une autre étymologie : Alaise représenterait la variante, avec un suffixe différent, du toponyme gaulois Alesia, désignant probablement une falaise.

## Histoire

### Une Alésia comtoise?

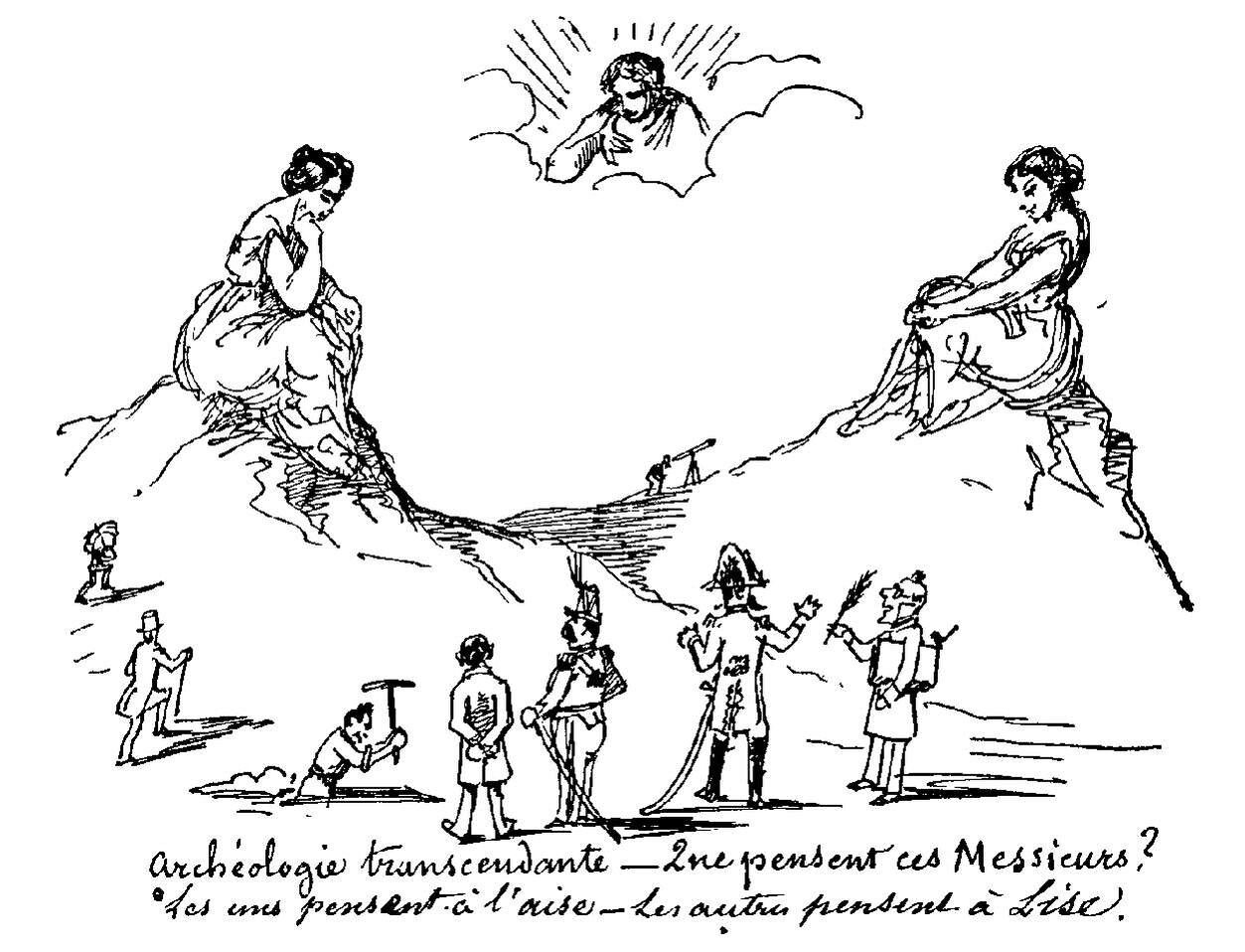
Caricature attribuée à Prosper Mérimée (vers 1862) : Napoléon III et son entourage d'archéologues font face au choix entre Alise et Alaise, personnifiées par deux femmes, sous le regard céleste de César.

En 1855, Alphonse Delacroix propose devant la Société d'émulation du Doubs d'identifier Alaise et Alésia, l'oppidum où s'était retranché Vercingétorix en 52 av. J.-C.. Cette hypothèse qui situe Alésia en territoire séquane est notamment défendue par Jules Quicherat et Ernest Desjardins, puis par Georges Colomb, malgré les nombreuses découvertes archéologiques tendant à situer Alésia sur le site bourguignon du mont Auxois, dans la commune d'Alise-Sainte-Reine. Les fouilles menées à Alaise de 1952 à 1954 n'ont mis au jour aucune trace probante d'un oppidum gaulois.

### Histoire contemporaine
Le 1er juillet 1973, la commune d'Alaise est rattachée à celle d'Éternoz sous le régime de la fusion-association. Ce rattachement a pour effet inattendu de supprimer l'ancienne commune, ainsi que ses trois voisines fusionnées Doulaize, Refranche et Coulans-sur-Lison, aux yeux de l'administration française, ce qui entraîne durant des décennies de nombreuses difficultés pour les habitants — appels impossibles car la commune n'existe plus dans l'annuaire, non-délivrance de certains courriers ou colis pour cause d'adresse introuvable, unités de secours systématiquement redirigées vers le bourg d'Éternoz, etc.
Le 1er janvier 2025, Alaise devient une commune déléguée au sein de la commune nouvelle d'Éternoz-Vallée-du-Lison, formée par la fusion d'Éternoz et de Saraz.

## Politique et administration
| Période                                  | Période  | Identité     | Étiquette | Qualité |
| ---------------------------------------- | -------- | ------------ | --------- | ------- |
|                                          | En cours | M. Guinchard |           |         |
| Les données manquantes sont à compléter. |          |              |           |         |

## Démographie
| 1793 | 1800 | 1806 | 1821 | 1831 | 1836 | 1841 | 1846 | 1851 |
| ---- | ---- | ---- | ---- | ---- | ---- | ---- | ---- | ---- |
| 117  | 152  | 156  | 156  | 179  | 169  | 169  | 152  | 171  |

| 1856 | 1861 | 1866 | 1872 | 1876 | 1881 | 1886 | 1891 | 1896 |
| ---- | ---- | ---- | ---- | ---- | ---- | ---- | ---- | ---- |
| 171  | 150  | 139  | 135  | 127  | 119  | 100  | 111  | 105  |

| 1901 | 1906 | 1911 | 1921 | 1926 | 1931 | 1936 | 1946 | 1954 |
| ---- | ---- | ---- | ---- | ---- | ---- | ---- | ---- | ---- |
| 104  | 94   | 78   | 85   | 81   | 83   | 75   | 75   | 78   |

| 1962 | 1968 | - | - | - | - | - | - | - |
| ---- | ---- | - | - | - | - | - | - | - |
| 70   | 59   | - | - | - | - | - | - | - |

## Lieux et monuments

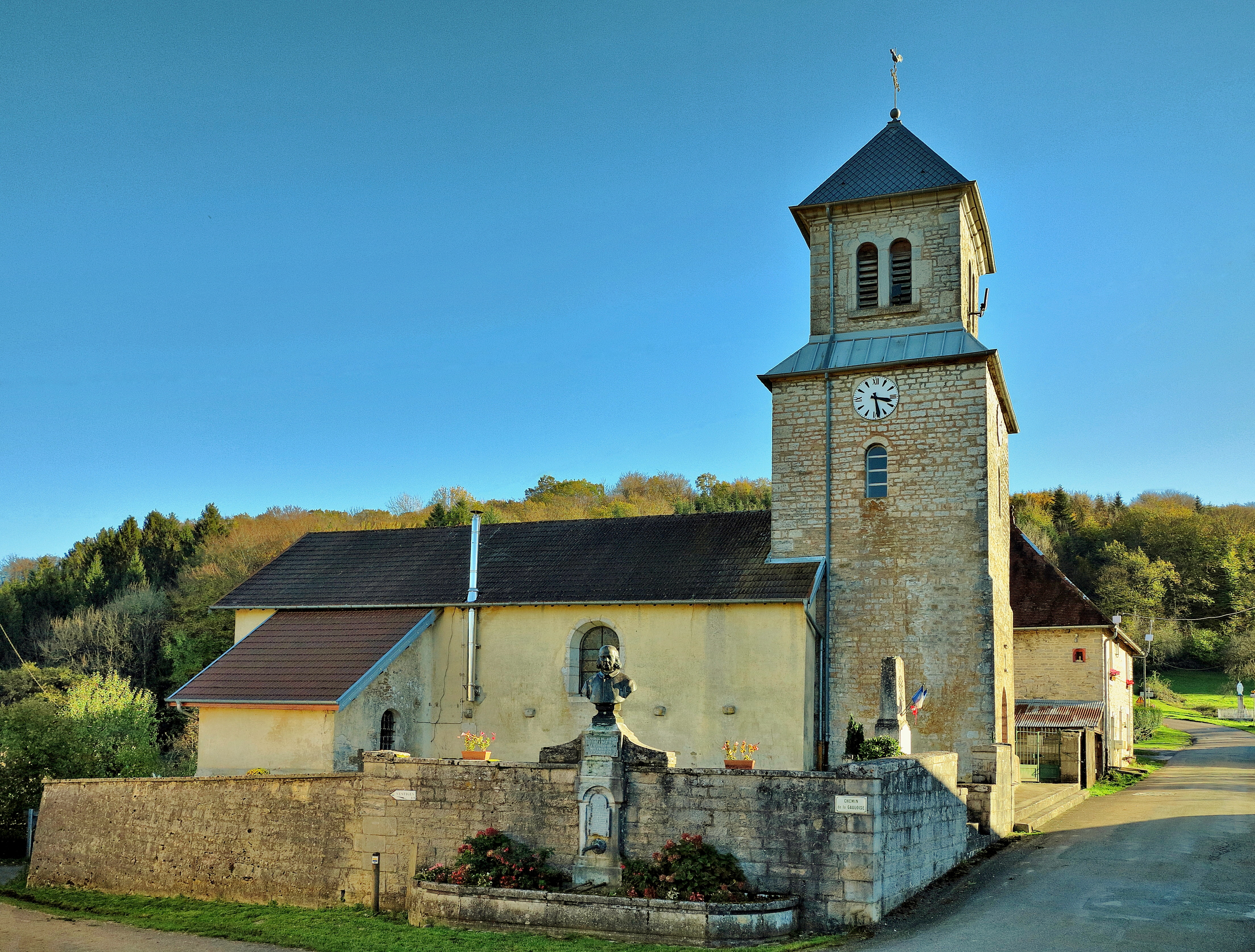
L'église et le buste d'Alphonse Delacroix.
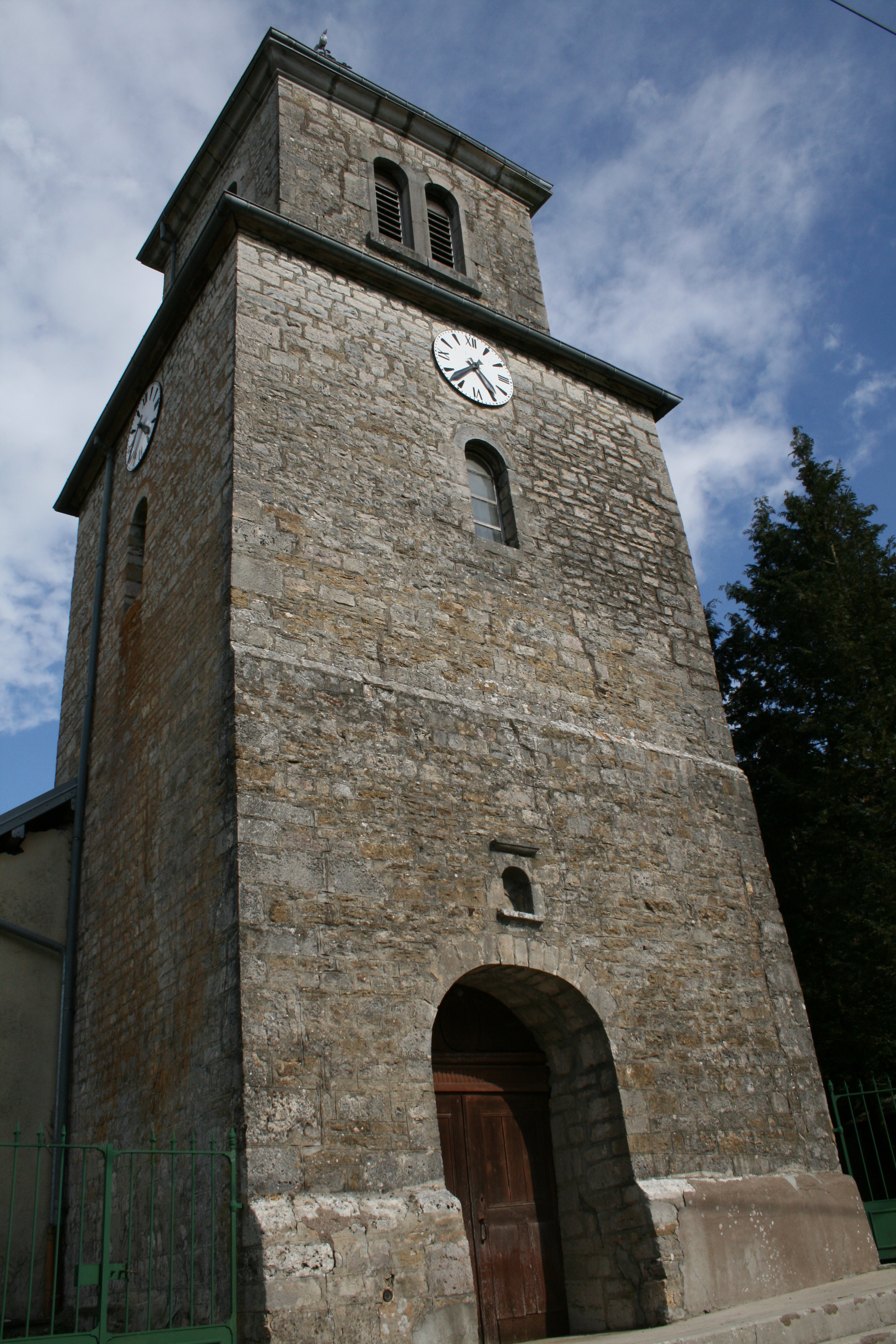
Le porche de l'église Saint-Jean-Baptiste.
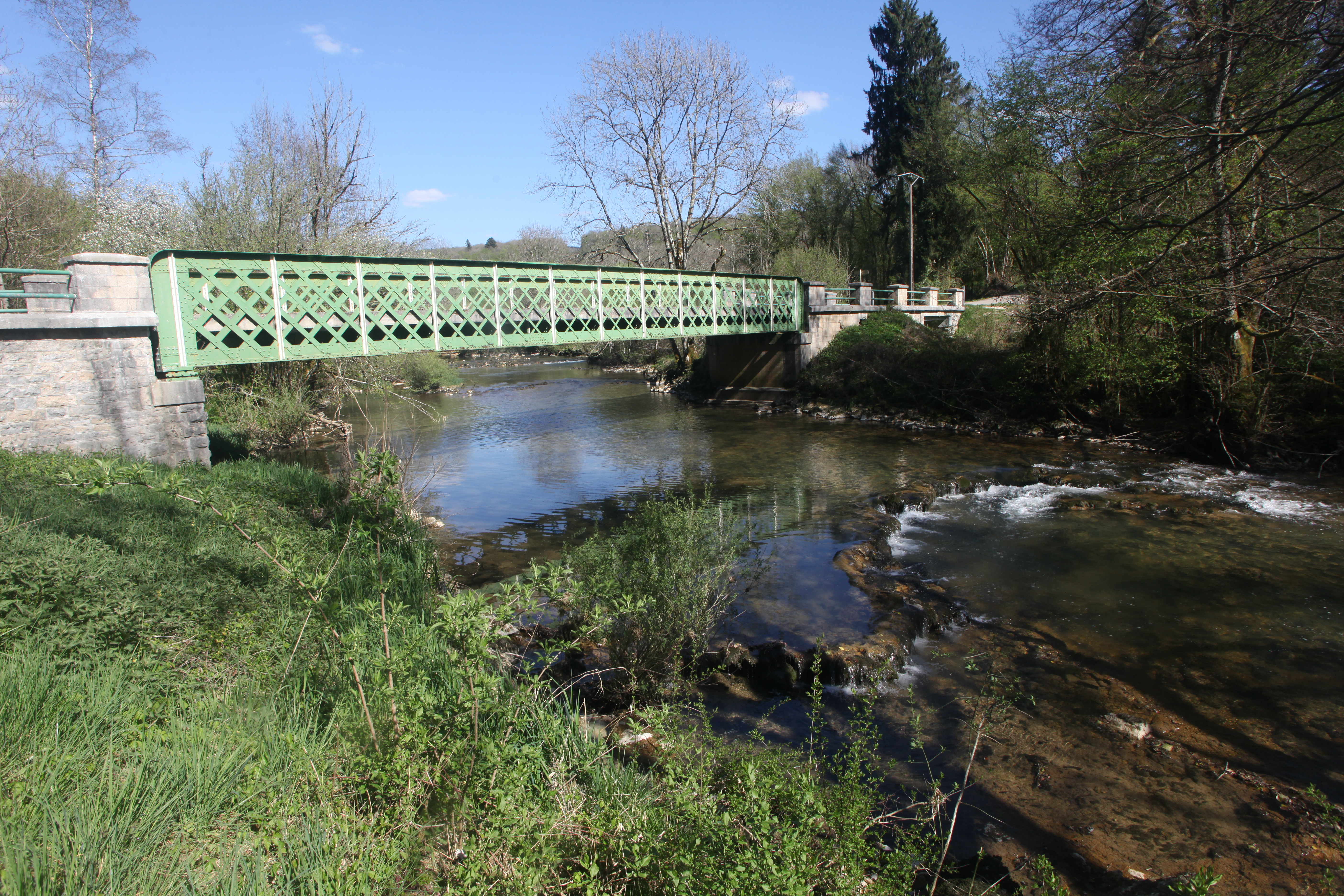
Pont sur le Lison, entre Alaise et Chiprey.
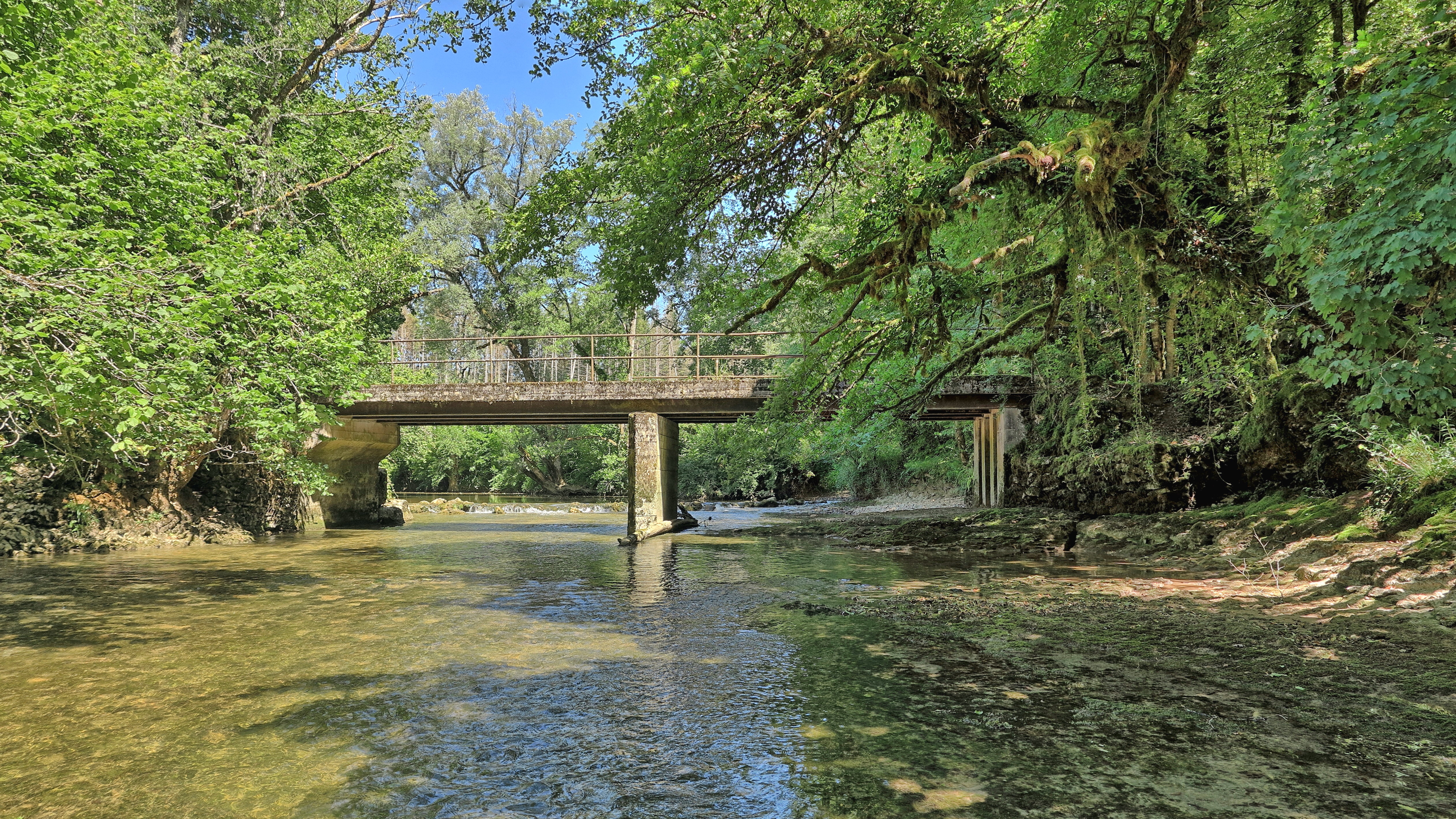
Pont sur le Lison à la Combe du Pont.